# Tracy Sabol
Tracy Sabol ist eine US-amerikanische Moderatorin.

## Leben
Sabol war von 2006 bis 2020 beim Sender WMTW in Maine. Als Nachfolgerin von Lauren Ashburn wurde sie Moderatorin von EWTN News Nightly, einer auf dem römisch-katholisch orientierten Sender EWTN ausgestrahlten Nachrichtensendung. Sie berichtet dabei über Nachrichten aus einer römisch-katholischen Perspektive, zum einen aus den Vereinigten Staaten und zum anderen aus der restlichen Welt, wie unter anderem über die Anklage gegen Päivi Räsänen.
Am 4. August 2020 wurde sie durch ein Interview mit Präsident Donald Trump auch einem Publikum außerhalb des Senders bekannt.
Bevor sie Moderatorin bei EWTN war, arbeitete sie unter anderem für zahlreiche lokale TV-Programme in den Vereinigten Staaten.